# Paspalum conduplicatum
Paspalum conduplicatum là một loài thực vật có hoa trong họ Hòa thảo. Loài này được Canto-Dorow, Valls & Longhi-Wagner mô tả khoa học đầu tiên năm 1995.